# Maria Bertila Boscardin
Maria Bertila Boscardin (Brendola, 6 d'octubre de 1888 - Treviso, 20 d'octubre de 1922), o segons el seu nom secular Anna Francesca Boscardin, va ser una religiosa catòlica italiana, membre de les Germanes Mestres de Santa Dorotea de Vicenza, venerada com a santa a l'Església catòlica.

## Biografia
Anna Francesca Boscardin va néixer el 6 d'octubre de 1888 a la localitat de Brendola, entre Vicenza i Verona (Itàlia), en el si d'una família de camperols pobres, per la qual cosa des de molt petita va haver de treballar netejant cases per guanyar-se el sosteniment de la família. El rector va intentar que anés en un convent, però el seu origen humil li impedia pagar el dot exigit per les religioses. Una vegada superades les dificultats econòmiques, Anna Francesca va ingressar a la Congregació de Germanes de Santa Dorotea, a Vicenza i va rebre el nom de María Bertila. Com que no havia acabat l'escola, la novícia va ser destinada a la cuina, a la fleca i a la bugaderia. Més tard, presentant dots per al servei als malalts, va ser enviada a aprendre les tasques d'infermera a Treviso, on les germanes de Santa Dorotea tenien al seu càrrec l'hospital municipal.
La superiora de torn va decidir que fos ajudant de cuina, i això va fer molts anys. El 1907, va passar a ajudar en el pavelló dels nens diftèrics i, a partir de llavors, va viure consagrada a la cura dels malalts. María Bertila va contreure una malaltia que la va turmentar durant els últims dotze anys de la seva vida. Malgrat la malaltia i de la guerra que es va desencadenar cap a 1915 a Treviso, Bertila va seguir atenent als malalts. La seva dedicació li va costar de nou les crítiques de la superiora, qui la va portar a treballar en la bugaderia. En acabar la seva labor, va tornar a treballar a l'hospital de Treviso, on atenia el pavelló dels nens infectats. Allí mateix, després d'una intervenció quirúrgica, María Bertila va morir el 20 d'octubre de 1922.

## Culte
Poc després de la seva mort, la fama de santedat de María Bertila es va expandir per tota la regió. Un any després, es va col·locar a l'Hospital de Treviso una placa amb la següent inscripció: «A la germana Bertila Boscardin, ànima escollida i de bondat heroica, que durant diversos anys va alleujar com un àngel el sofriment humà en aquest hospital». El poble va començar a acudir a la tomba de la religiosa. Les seves restes van ser traslladades a Vicenza amb motiu de la introducció del procés de beatificació.
María Bertila va ser beatificada en el 8 de juny de 1952, pel papa Pius XII, en presència d'alguns membres de la seva família i de diversos pacients als quals havia assistit. El papa Joan XXIII la va canonitzar l'11 de maig de 1961. La seva festa se celebra el 20 d'octubre i les seves restes es veneren en la capella de la casa mare de les Germanes de Santa Dorotea de Vicenza.